# Sân bay quốc tế Cozumel
Sân bay quốc tế Cozumel (IATA: CZM, ICAO: MMCZ) là một sân bay quốc tế nằm ở đảo Cozumel, Quintana Roo bên bờ Caribbean gần Cancún. Sân bay này kết nối các thành phố San Miguel, Cozumel.
Cùng với 9 sân bay khác ở vùng đông nam Mêhicô, sân bay này được "Aeropuertos Del Sureste" (ASUR) Airport Group vận hành.
Năm 2003, nhà ga được nâng cấp và mở rộng. Nhà ga có 6 cổng lên xuống máy bay.
Năm 2007, sân bay này phục vụ 511.043 lượt khách, tăng 37,9% so với năm 2006.

## Các hãng hàng không và các tuyến điểm

### Nội địa
- Mexicana
  - Click Mexicana (Mexico City)
- Viva Aerobus (Monterrey)

### Các tuyến quốc tế
- Air Canada (Toronto-Pearson)
- American Airlines (Dallas/Fort Worth)
  - American Eagle cung cấp bởi Executive Air (Miami)
- Continental Airlines (Houston-Intercontinental, Newark)
- Delta Air Lines (Atlanta)
  - Delta Connection operated by Atlantic Southeast Airlines (Atlanta)
- First Choice Airways (London-Gatwick, Manchester) [theo mùa]
- Frontier Airlines (Denver)
- Northwest Airlines (Detroit, Memphis, Minneapolis/St. Paul) [theo mùa]
- Ryan International Airlines (Milwaukee) [thuê bao theo mùa]
- Skyservice (Calgary)
- Sun Country Airlines (Minneapolis/St. Paul) [seasonal]
- Sunwing Airlines (Calgary, Montreal, Toronto-Pearson)
- United Airlines (Chicago-O'Hare)
  - Ted operated by United Airlines (Chicago-O'Hare)
- US Airways (Charlotte)
- USA3000 Airlines (Chicago-O'Hare, Detroit [bắt đầu ngày 20 tháng 12]) [theo mùa]